# SB/DV 4 II sorozat

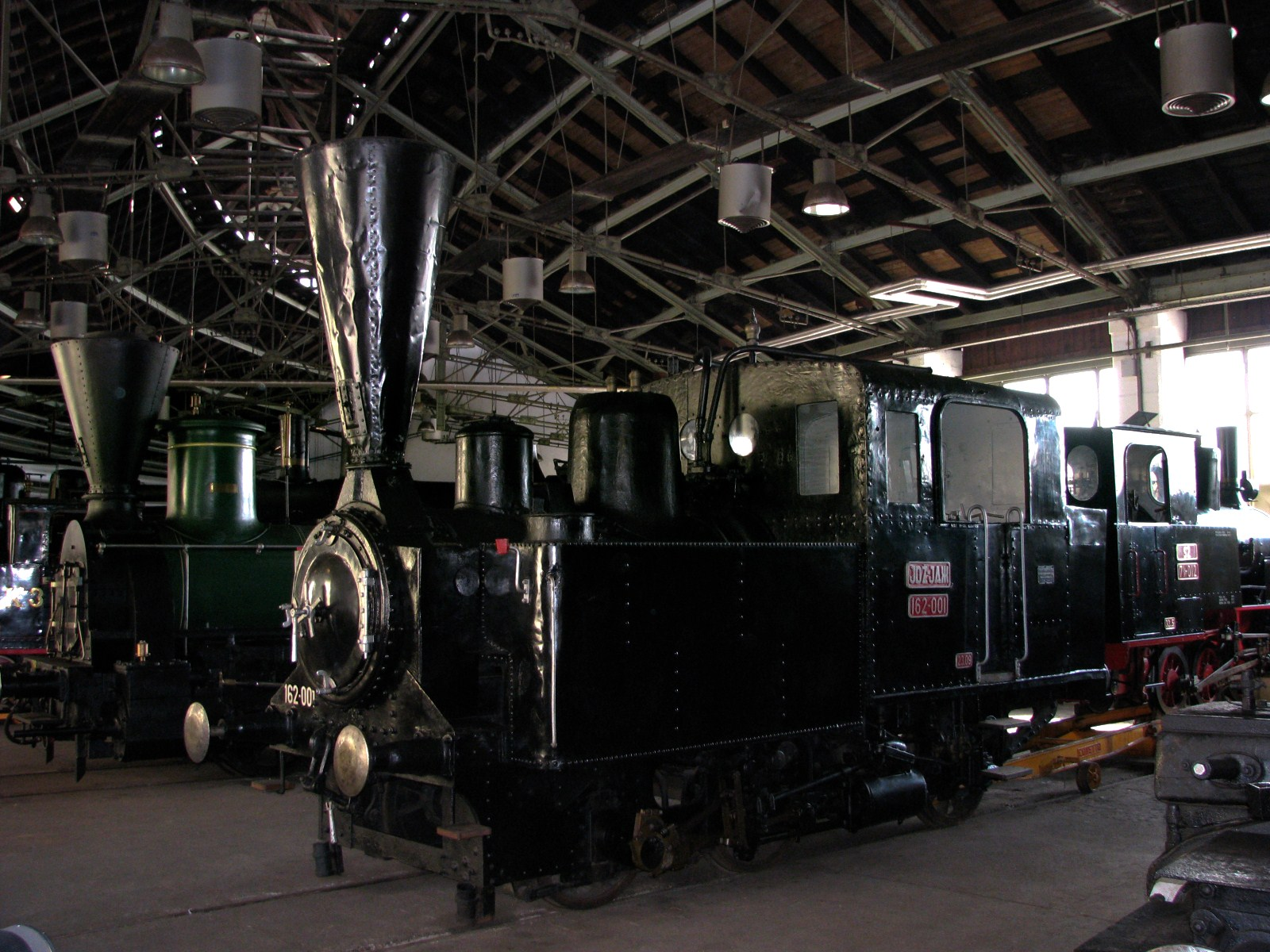
Az egyik megőrzött mozdony

Az SB 4 II  pályaszámú gőzmozdonyai ún. omnibuszvonati mozdonyok voltak a Déli Vasútnál (SB).

## Története
Az Österreichische Nordwestbahn Ebel mozdonyai arra indították Louis Adolf Gölsdorfot, hogy a Déli Vasútnál hasonló megoldást keressen. Louis A. Gölsdorf, Karl Gölsdorf apja, ebben az időben a Déli Vasút műszaki igazgatója volt. Ő az Ebel mozdonyok A1 tengelyelrendezésével szemben a B1-et választotta. A mozdonyok fordított hajtásúak lettek, mivel a gőzhengerek a hátsó hajtott tengely mögé kerültek.
Mivel a csomagtér nem volt használható, 1898 és 1902 között átépítették őket hagyományos B1 szertartályos gőzmozdonyokká, megnövelt mozdonysátorral és széntérrel.
A kis mozdonyokat a Pottendorfi vonalon, Leoben és Vordenberg között állították szolgálatba, később az SB más pályaszakaszain is, sőt még a Luxemberg Bahn vonalain is használták. 1904-ben a mozdonyokból az 51-58 pályaszámúak a Graz-Köflacher Eisenbahn-hoz kerültek. 1913 és 1915 között négy mozdonyt selejteztek. Az 54 és az 59 pályaszámúak az FS-hez kerültek 814 sorozatként. 1924-ben nyolc db, köztük 58 a GKB-től, a JDŽ-hez került 162 sorozatként melyből a 162.002 később  a DB-hez ment 98.8101 pályaszámon.

## Megőrzött mozdonyok
A mozdonyok közül kettő maradt meg mára.
Az FS 814 002 (korábbi SB 59) a Nemzeti Tudományos és Technológiai Múzeum Leonardo da Vinci múzeumban (Milánó), a JDŽ 162 001 (a korábbi SB 52) a Szlovén Vasúti Múzeumban (Ljubljana) található.

## Fordítás
- Ez a szócikk részben vagy egészben  a   SB 4 II című német Wikipédia-szócikk fordításán alapul.  Az eredeti cikk szerkesztőit annak laptörténete sorolja fel. Ez a jelzés csupán a megfogalmazás eredetét és a szerzői jogokat jelzi, nem szolgál a cikkben szereplő információk forrásmegjelöléseként.